# John Lloyd (Rugbyspieler)
David John Lloyd (* 29. März 1943 in Pontycymmer) ist ein ehemaliger walisischer Rugby-Union-Spieler und -trainer. Er spielte als Pfeiler.
Lloyd gab 1966 sein Debüt für die walisische Nationalmannschaft gegen England. In seinen insgesamt 24 Länderspielen führte er die Auswahl dreimal als Kapitän. Er war auch Spielführer seines Vereins Bridgend RFC, den er später selbst trainierte. Im Jahr 1980 wurde er zum Nationaltrainer Wales’ und damit zum Nachfolger von John Dawes ernannt. In 14 Spielen unter ihm gewann die Mannschaft sechs Partien. Nach einer Heimniederlage gegen Schottland trat er zurück. Er trainierte fortan die Rugbyauswahl der University of Wales in Cardiff und unterrichtete als Sportlehrer in Bridgend an der Ynysawdre Comprehensive School.